# Гапон Григорій Євдокимович
Григорій Євдокимович Гапон (нар. 5 травня 1922 — 1 листопада 2009) — радянський офіцер, Герой Радянського Союзу (1945).

## Біографія
Народився 5 травня 1922 року в селі Каплунівка (раніше Диканського тепер Полтавського району Полтавської області) у селянській родині. Українець. Закінчив сім класів неповної середньої школи. Вступив до Полтавського сільськогосподарського технікуму, але до початку війни закінчив тільки три курси.
У липні 1941 року призваний до Червоної Армії. У 1942 році закінчив курси удосконалення командного складу. У боях німецько-радянської війни з серпня 1942 року. Воював на Воронезькому і 1-му Українському фронті.
Командир танкового взводу 87-о танкового полку (7-а гвардійська кавалерійська дивізія, 1-й гвардійський кавалерійський корпус, 1-й Український фронт) лейтенант Г.Є.Гапон 4 лютого 1945 року зі своїм танковим взводом форсував річку Одер північніше міста Ратибор (нині Рацибуж, Польща) вогнем і гусеницями знищив два міномети і чотири кулемети з розрахунком. Виконуючи наказ командування зміцнитися на зайнятому рубежі, лейтенант Г.Є.Гапон поставив свій танк в засідку і протягом доби відбивав контратаки ворога.
27 червня 1945 року за мужність і героїзм, проявлені при форсуванні Одера і утриманні плацдарму на його західному березі лейтенанту Григорію Євдокимовичу Гапону присвоєно звання Героя Радянського Союзу з врученням ордена Леніна і медалі «Золота Зірка» (№ 8775).
Після війни продовжував службу в армії. У 1955 році закінчив Військово-юридичну академію.
З 1967 року полковник юстиції Г.Є. Гапон у запасі. Жив у Харкові. Помер 1 листопада 2009 року. Похований на Харківському міському кладовищі № 2.